# Depozycja (geologia)
Depozycja jest to proces geologiczny podczas którego materiał osadowy (okruchy skalne, materiał glebowy, szczątki organiczne) jest akumulowany w miejscu ostatecznego spoczynku. Dzieje się tak kiedy siły działające na materiał przenoszony nie są już na tyle silne, żeby pokonać siły grawitacji i tarcia, tworząc tym samym opór na tyle silny aby materiał przenoszony pozostał w miejscu zdeponowania.
Depozycja może się również odnosić do nadbudowywania osadu poprzez procesy organogeniczne czy chemiczne jak na przykład tworzenie pokładów kredy poprzez depozycję szkieletów kokolitów, czy tworzenie pokładów węgla poprzez depozycję materiału organicznego, głównie pochodzenia roślinnego w warunkach anaeorobowych.